# Distrikt Casitas
Der Distrikt Casitas liegt in der Provinz Contralmirante Villar der Region Tumbes im äußersten Nordwesten von Peru. Der Distrikt wurde am 25. November 1942 gegründet. Der Distrikt Casitas hat eine Fläche von 919,7 km². Beim Zensus im Jahr 2017 wurden 2350 Einwohner gezählt. 10 Jahre zuvor lag die Einwohnerzahl bei 4429. Verwaltungssitz des Distrikts ist die 134 m hoch gelegene Ortschaft Cañaveral mit 379 Einwohnern (Stand 2017).

## Geographische Lage
Der Distrikt Casitas liegt etwa 20 km von der Pazifikküste entfernt im Osten der Provinz Contralmirante Villar. Er erstreckt sich über eine halbwüstenhafte Landschaft. Im Südosten erhebt sich ein Bergrücken, der zum Teil innerhalb des Nationalparks Cerros de Amotape liegt. Der Distrikt Casitas grenzt im Westen an den Distrikt Canoas de Punta Sal, im Nordwesten an den Distrikt Zorritos, im Osten an den Distrikt San Jacinto (Provinz Tumbes) sowie im Süden an die Distrikte Distrikt Lancones und Distrikt Marcavelica (beide in der Provinz Sullana).

## Ortschaften im Distrikt
Neben dem Hauptort Cañaveral gibt es folgende Orte im Distrikt Casitas:
- Averías
- Bellavista
- Cardalitos
- Carrizal
- Casitas
- Charanal
- Cherrelique
- Chicama
- Cimarrón
- El Angelito
- El Cardo
- El Ciénego Norte
- El Ciénego Sur
- El Palmo
- Huaquillas
- La Choza
- La Rinconada
- Pampa del Trigal
- Pavas
- Pueblo Nuevo
- Rocoche
- San Marcos
- Tacna Libre
- Tamarindo
- Totorillo
- Trigal